# ドラゴンラージャ
『ドラゴンラージャ』（드래곤 라자、DRAGON RAJA、龍族）は、イ・ヨンド（이영도、Lee Young-Do、李榮道）による韓国の小説。翻訳は洪和美。イラストは金田榮路。
1997年に韓国のパソコン通信、ハイテル（하이텔）に連載が始まり、2005年に岩崎書店から単行本が発売された。そのほか台湾、中国でも出版されており、国内外累計売上二百万部を記録している。
オンラインゲームやラジオドラマ（韓国のみ）、モバイルゲームも存在する。韓国ではこの小説の影響でファンタジーブームが起こった。

## ストーリー
バイサス王国の西の端・ヘルタント領地のロウソク職人候補、フチ・ネドバルは17歳のキレ者。9月のある日ある日、近くの灰色山脈に住むブラックドラゴン・アムルタットの第9次征伐軍の援助として、首都からホワイトドラゴンのカッセルプライムと、そのラージャ（媒介人）であるデートリヒ・ハルシュタイルがやってきた。そして、フチの父も参加する第9次アムルタット征伐軍は灰色山脈へと向かう。
数日後、征伐軍の敗残兵を通じて、アムルタットからの多額の身代金の要求される。
カッセルプライムの敗北を国王に報告し、身代金を工面するため、フチは戦士のサンソン、読書家のカールと共に「ヘルタント使節団」を結成し、首都バイサスインペルを目指し旅をした。
そして12月、ヘルタントに戻った使節団は、宝石をアムルタットに渡し、人質を解放する。

## 世界観
本作は「マナ」と呼ばれる無知性体が満ちた世界を舞台としており、マナによく反応する金属は「マナメタル」と呼ばれている。
本作は大きな大陸の一角で描かれる物語で、同作者の『フューチャーウォーカー』と世界観を同じくしている。本作においては、落葉から初雪までの間に、一生忘れられない様々な出来事が起こる「魔法の秋」という概念があり、自身の魔法の秋をその期間中に自覚した者はその期間に偉業を成し遂げるとされている。
本に描かれている大陸図では、中央にバイサス王国、バイサスから見て南にジャイファン王国、南東にイルス公国、北にヘゲモニアが描かれている。一方、大陸の西部は開拓されていない。
本作においては魔法が運用されており、このうち大きな代償とひきかえに願いをかなえる「ウィッシュ」は最高位の呪文として位置づけられている。また、朝に呪文書を見ながら呪文を暗記する「メモライズ」という手法もあるが、当日にメモライズした魔法しか使えないという欠点がある。

### 種族
本作においては人間以外にも、オーガやバンパイア といったファンタジーにおいては定番の種族だけなく、アビスの迷宮を守護する魔獣「バーログ」といったモンスターも登場する。なお、本作における「アンデッド」は生きていないモンスターの総称であると同時に、ユピネルの混沌とヘルカネスの調和で存在する反の世界の住人として位置づけられている。
また、本作においては様々な精霊が登場しており、特定の言葉を唱えることで召喚できる
人間
ユピネルとヘルカネスの両者からの関心を受けていると言われている。他者を自らに合わせる存在。
エルフ
ユピネルの幼子。完全なる調和の種族にして森の種族。背が高く、耳が尖っていて、整った顔立ちをしており、髪は細く本数が多い。自らを他者に合わせる存在。
オーク
豚に似た頭を持つ夜行性の種族で、愚鈍で執念深い性格をしている一方、捕虜は見捨てる。オスは野外で行動し、メスは洞窟にこもっている。
工芸技術を持たないため人間の職人を捕らえて使う。チュイチュイ鳴く。自らと他者を憎悪と抗争でつなぐ存在。
なお、オークの一種であるウルク は普通のオークと比べ、日射しに強く、体躯が大きく、知能と勇敢さで優れる。
ドワーフ
小人。鉱石の採掘を本業とし、高い建築技術を持つ一方宝石への執着心が強い。地下で動くものについては非常に敏感。他者に関係無く自らを貫く存在。
また、最も高貴なドワーフは、神聖なるカリス・ヌーメンの鉄床を最初に叩く者という意味から「ノッカー」と呼ばれている。
フェアリー
小人。とても背の低い種族。背中に翼がある。フェアリークイーンという女王を持つ。次元を行き来できる。現クイーンはタレニアン。
ホビット
小人。足の裏に毛がフサフサ生えている。楽天的。

### ドラゴン
本作におけるドラゴンは、強大な力と無限の知識と長寿を持つ種族にして、魔法の生みの親として描かれていると同時に、自らの神を持たない孤高の存在としても位置付けられている。
ドラゴンには、活動期と睡眠期があり、睡眠期の間に血液が下に溜まるのを防ぐ為に血管に一時的に弁膜が形成される。ドラゴンが活動期に入ることを「ウェイク」と呼び、弁膜が壊れる時の音は「ウェイクサウンド」と呼ばれる。ウェイク期間は年齢に比例し、壮年期のドラゴンは、3回のウェイクがあり、3ヶ月かかる。また、ドラゴンの示威行動であるドラゴンフィアは他の生物を恐怖に陥れる効果がある。
大魔術師ハンドレイクによってドラゴンと人間の仲を取り持つ「ドラゴンラージャ」という存在が作られた。また、ドラゴンを殺したものにあたえられる「ドラゴンスレイヤー」といった称号や、ドラゴンの許しを得てドラゴンに乗る騎士「ドラゴンナイト」といった存在もいる。
主なドラゴンの種族は以下のとおりである
レッドドラゴン
凶暴。残虐。強欲。ファイヤーブレスを噴出する。
ブルードラゴン
砂漠などの乾燥地域に生息する。雷のブレスを噴出する。　　　　　　　　　　　　　　　
ホワイトドラゴン
凶暴。愚鈍。強欲。極地に生息する。アイスブレスを噴出する。
ブラックドラゴン
凶暴。邪悪。エイシッド（酸性）ブレスを噴出する。
ゴールドドラゴン
強欲。善良。最強のドラゴン。
クリムゾンドラゴン
鮮やかな赤色に黒色の縞模様がある。善と悪の均衡を保つ中庸の存在。ドラゴンの中で最も高く飛行可能で高所から突き落ろす様な攻撃を好む。ファイヤーブレスを噴出する。

### 国家

#### バイサス王国
かつてドラゴンロードが支配していた地に、ルトエリノ・バイサス率いる軍がドラゴンロード討伐の「栄光の七週間戦争」によって、ドラゴンロードを追放することに成功、ルトエリノが建国した。多くの山脈に囲まれた巨大な盆地のような地形をしている。スパイがもぐりこむなど、ジャイファンとは抗争状態が続いている。最高位は国王。象徴は赤い鷲。バイサス暦は「栄光の七週間戦争」を元年とし、4月2日から新年が始まる。人口約35万人。
2ヶ月に1度、「セレナ」と「ルミナス」という2つの満月が同時に浮かぶ現象が起こり、このような日は「ツインムーンの祝祭日」と呼ばれ、。セリュデルヘンがバイサスインペルをバイサスの首都と決めた日でもある。伝説によればセリュデルヘンがルトエリノの命令で、首都に相応しい土地を探す旅をしていた。そして、2つの満月が同時に浮かんだ日に出会ったアシャスの命により、バイサスインペルを首都にした。
ヘルタント
物語の出発点であり終着点。ヘルタント子爵の治める領地。北西に灰色山脈があり、そこに住むブラックドラゴン・アムルタットの影響で、頻繁にモンスターの襲撃がある。
1年間の内の数日間、領主に奉仕する「負役の義務」がある。
領主に対する領民の信頼も厚く、作中でもしばしば他の領地や都市、その元首と比較されるシーンが見受けられる。
ヘルタント領地の男性は、「一人に一言だけでも、遺言を残せれば思い残すことなく死ねる」という根性を有している。また、曲がったものが大嫌いな正直で、善良な性格をしている。
バイサスインペル
バイサスの王都。城郭都市。エデルブロイの総本山「グランドストーム」や王城のインペリアに加え、魔術師ギルドを擁する「光の塔」や、高級酒場「ストレートヘブン」などがある。
レナス
ヒュダイン峠の関門都市。闘技場がある。
カーライル（後のネドバル）
トウモロコシ酒の有名な産地。グランエルベールの神殿がある。最初にジャイファンによるセイクロライゼーションの被害を受けた場所であり、この実験報告はジャイファンによって「セイクリッドランド実験報告書」としてまとめられた。
イラムス
バイサスインペルの西部関門都市。
レナーズが経営している馬小屋付き宿屋「イラムスフライ」や、メリーアンのおじが経営している酒場兼宿場「トラモニカの風」」などがある。
カーンアディウム
荒野にある貿易都市。
ポートイルンダ
南方にある要塞都市。
イパシル
サウスグレードにある都市。双頭のカラス、チェロイがいる。

#### ジャイファン
砂漠の国。森がなく、エルフも存在しないとイルリルはみている。
東端には、神の手で暗黒を封印するために作られたといわれている「アビスの迷宮」がある。「妻以外の女性と口を利かない」等男女に関する慣習が厳しい。
また、戦闘に必要な技法を意味する「永字八法」という概念がある
イルス公国
ルトエリノの臣下だったイルス公の建国した国であり、首都はバランタン。最高位は大公海に面した土地が多いため、民は漁業で生計を立てており、うちデルハーパの特産品は鯨脳油製のロウソクである。
ヘゲモニア
南東端に「永遠の森」、その南南東に「大迷宮」がある。刺青呪文術を使い白い仮面をかぶる巫女の村が国内にある。

### 地形
褐色山脈
別名「ミッドグレードの背骨」。
広大で様々な地形と樹木を抱えていて、山や森を好む様々なモンスターが出現する。ドワーフの通行路がある。
主峰のニールドルカ峰に加え、レナスの近くにはグランエルベール神殿を擁するヘーゼル丘がある。
また、山上湖はであるレブネイン湖はフェアリークイーンの領地であり、湖底にはタレニアンの城がある。
畔にはモンスターが出現しない反面、通るにはタレニアンに許可を貰わなければいけない。許可した場合は湖の中から緑色の光線が出る（拒否の場合は赤色）。
約300年前は今の10分の1の大きさだったが、タレニアンが南側にいくつか山を作り、水を堰きとめたので大きくなった。
永遠の森
自分を疑うと自己分裂現象が起こる森。入った者は存在が消えると言う噂がある。奥にドラゴンロードが眠る大迷宮がある。
灰色山脈
アムルタットが住処としている地域で、ミントが生い茂る「サバイン渓谷」やレナスが関門となっている「ヒュダイン峠」などを擁する。

### 宗教
大陸には沢山の神々の信仰が根付いているという設定であり、うち「調和のユピネル」と「混沌のヘルカネス」の二柱は神というよりは万物の法則を表した物で、両者を直接信奉する宗教はないが、全ての宗教はこの二柱を理解し易い様に作られた概念である「下位神」に従っている。調和と混沌という両極の存在である両者はよく秤にたとえられ、「ユピネルとヘルカネスの秤はどこまでも長い」とされる。また、両者は共存する為に時間を作り、それにより万物が流転し始めた。
信仰する神によって挨拶の受け答えが決まっており、例えば、告げる側がエデルブロイの信者であれば「風にゆれるコスモスを」と言い、言われた側は「嵐を眠らせる花びらの栄光を」と応える。特に信じる神がいないものは相手にあわせる。
神に認められ、権能（ディバインパワー）の行使を許可された者はプリーストまたはプリースティス（以下：司祭）と呼ばれる。彼らは基本神殿で暮らしているが、在家司祭は自宅での生活が許されている。彼らは一種の名誉職であると同時に、彼らの属する教団は勢力が強い。なお、自分の体に神を降臨させる巫女はシャーマンと呼ばれる。
また、セイクリッドランド（神臨地）という土地では、一神の律法しか存在しない。
| 上位神           | 神                                       | 備考 |
| ---------------- | ---------------------------------------- | --- |
| 調和のユピネル   | エルフと純潔のグランエルベール           | |
| 調和のユピネル   | 鷲と栄光のアシャス                       | バイサス王家の守護神であり、バイサス王家は代々アシャスの在家プリーストでもある。 |
| 調和のユピネル   | バラと正義のオーレム                     | ルス王家が仕えている。 |
| 調和のユピネル   | 大地と回想のシムニアン                   | |
| 調和のユピネル   | 鉄鎖と自由のニルリム                     | ジャイファン王家の守護神。 |
| 調和のユピネル   | 山と隠匿のイルセイン                     | 最後まで地上に残った神であったが、デスナイトの襲来によって地上を離れた。『フューチャーウォーカー』にのみ登場。 |
| 調和のユピネル   | 『\|フューチャーウォーカー』にのみ登場。 | |
| 調和のユピネル   | 猫と夢のコリ                             | 教団は滅亡しており、現在はほとんど信仰されていない。『フューチャーウォーカー』にのみ登場。 |
| 混沌のヘルカネス | 嵐とコスモスのエデルブロイ               | 宗教規則でビールの製造が禁止されている。 また、総本山であるグランドストームはドワーフたちによってつくられた。 |
| 混沌のヘルカネス | オークと復讐のファレンチャー             | |
| 混沌のヘルカネス | 剣と破壊のレッティ                       | |
| 混沌のヘルカネス | ドワーフと火のカリス・ヌーメン           | |
| 混沌のヘルカネス | ホビットとわかれ道のテペリ               | |
| 混沌のヘルカネス | カラスと疾病のゲデン                     | 疾病の第一原因者。墓だけを守る墓守。普段は、化身である双頭のカラス・チェロイとしてバイサス王国サウスグレードのイパシルにおり、市民から直に捧げられた供物を受け取る時もある。 ゲデンの力を借りた兵器が開発された。 |

## 用語

### 建造物
十二人の橋
タイバーン・ハイシーカーがヒュダイン河に造った橋。普段は宙に浮いており、2種族以上（動物含む）が12人集まらないと降りてこない。「協力が手段へと変化してしまった」橋。レナスの宿屋「十二人の宿」の名前の由来でもある。
大迷宮
三百年前、ルトエリノ大王に敗れたドラゴンロードが身を隠した場所。当時、ハルシュタイル家の城があった地下に建設され、現在ではその周辺に永遠の森が存在する。
ドラゴンロードが、ある時ドワーフ達にアビスの迷宮に匹敵する大迷宮の建設を持ち掛ける。オークの労働力、ドラゴンロードの財力と権能、ドワーフの技術によって完成されたが、オーク達の反乱によってドワーフたちが殺害、追いやられてしまう。オーク達は巨大すぎる大迷宮を扱いかねることを謙虚に認め、彼らが考えうる順当な主人、ドラゴンロードにささげる。結局全てを陰で操っていたドラゴンロードによる詐欺劇という形で終止符を打つ。
光の塔
バイサスインペルの商店が集まった場所にある木造の建物の2階にあり、魔術師ギルドの本拠地でもある。
階段を上ると扉があり、部屋には扉と机と椅子とハンドレイクの肖像画があり、椅子には老人が一人座っている。
扉を開けると平野が広がっており、下に続く階段がある。平野に黄金の花が咲いており、空はオレンジ色で、部屋を積み上げた様な塔がある。その塔が正確には光の塔。
正門から入ると広いホールがある。周囲より一段下がった円状の床があり、中央に約2キュビットの柱とその上に乗った水晶玉がある。水晶玉からはルーの声が聞こえ、案内係のような役割を果たしている。
ヒュダイン橋
フチ・ネドバルの資金援助によってレナス市が公共事業として建設を始めた「100年経ってもビクともしないような」石橋。
橋の名前は最初「ネドバル橋」になりそうだったが、「人々が俺の名前を踏んで歩くことなんて興味は無い。」というフチ本人の願いでヒュダイン橋となった。

### その他
王室学術院
孤児の発生率等を調査している。
王室地理院
各領地へ編纂した地理書の配布等をしている。
カーウェイン代書所
光の塔がある建物の1階にある。
サラマンダーの心臓
炎の妖精サラマンダ―の心臓から得られると言われる宝石。持っていると、レッドドラゴンのブレスを浴びても平気だが、本物のサラマンダーに出会うと大変なことになる。

## 作品リスト
タイトル、ISBN、発売日、表紙、帯、ページ数、内容の順に記す。
1. 「宿怨」 ISBN 4-265-05051-4
  - 2005年11月17日
  - 384ページ、第1章・1～第2章・3
2. 「陰謀」 ISBN 4-265-05052-2
  - 2005年11月17日
  - 368ページ、第2章・4～第3章・5
3. 「疑念」 ISBN 4-265-05053-0
  - 2006年1月18日
  - 368ページ、第3章・6～第4章・8
4. 「要請」 ISBN 4-265-05054-9
  - 2006年3月13日
  - 368ページ、第5章・1～第6章・2
5. 「野望」 ISBN 4-265-05055-7
  - 2006年5月12日
  - 360ページ、第6章・3～第7章・5
6. 「神力」 ISBN 4-265-05056-5
  - 2006年7月12日
  - 376ページ、第7章・6～第8章・9
7. 「追跡」 ISBN 4-265-05057-3
  - 2006年7月12日
  - 416ページ、第9章・1～第10章・1
8. 「報復」 ISBN 4-265-05058-1
  - 2006年9月13日
  - 416ページ、第10章・2～第11章・4
9. 「予言」 ISBN 4-265-05059-X
  - 2006年9月13日
  - 400ページ、第11章・5～第12章・7
10. 「友情」 ISBN 4-265-05060-3
  - 2006年11月13日
  - 424ページ、第13章・1～第14章・1
11. 「真実」 ISBN 978-4-265-05061-1
  - 2007年1月2日
  - 424ページ、第14章・2～12
12. 「飛翔」 ISBN 978-4-265-05062-8
  - 2007年3月12日
  - 376ページ、第15章・1～9
13. 全12巻セット　ISBN 4-265-10406-1

1巻の初版限定特典
ホワイトドラゴンのシルエット（一巻75ページの挿絵）のスクリーンカットが巻末についてきた。37mm×50mm。ポリエチレンテレフタラート製。
bk1購入者特典
2007年4月15日（後に延びて2007年5月31日）までにbk1で12巻か全12巻セットを買うと未収録の壁紙画像（フチとドラゴン）と編集秘話「＜私＞は単数ではない」が付いてくる。配信時期は4月下旬（6月上旬）。また、応募券を集めると抽選で図書カード（4巻）やクリアファイル（12巻）が当たるキャンペーンも展開されていた。

## 章リスト
1. 太陽にむかって走る馬
2. やかんと頭の比較
3. 五十人の子供らと大魔術師ペレール
4. 牡牛と魔法剣
5. 復讐の黒い手
6. トップメイジ
7. 港の少女
8. 人間の武器
9. 星は見つめる者に光をくれる
10. 約束された休息
11. 前を見るがうしろを考える
12. 不吉な予言
13. 大魔術師の挽歌
14. 正解のない選択
15. 夕陽にむかって飛ぶドラゴン

### エピソードリスト
「太陽にむかって走る馬」
1. ホワイトドラゴンとドラゴンラージャ
2. 旅の老人
3. 第九次アムルタット征伐軍
4. モンスターの襲撃
5. 魔術師の助手
6. OPG
7. 不吉な予感
8. くだされた密名
9. 旅立ち

「やかんと頭の比較」
1. 復讐のオーク
2. 十二人の橋
3. 和解と協力
4. 三度目の偶然
5. 街の人間
6. 権力と正義
7. 人間の尊厳
8. ユピネルの秤
9. 賢者の裁き

「五十人の子供らと大魔術師ペレール」
1. 呪われた土地
2. 神の娘
3. 冒険家たち
4. 種族の不合理
5. 邪悪な儀式
6. 想像もできなかった敵
7. 暗躍する集団
8. 決死の脱出

「牡牛と魔法剣」
1. イラムス橋での出会い
2. 伝説の腕輪
3. 酒場で働く少女
4. 夜の天使
5. 同じ人間
6. おかしな旅人
7. 妖精の湖
8. 善良な心

「復讐の黒い手」
1. 首都の灯火
2. 命と意思
3. 王城インペリア
4. ハートブレイカー
5. 伯爵の息子
6. 光の塔
7. 少年の名
8. 馬車の男
9. もうひとつの特徴

「トップメイジ」
1. グランドストームの招き
2. 褐色山脈のドラゴン
3. 捜索の手がかり
4. 盗賊ギルド
5. 青い表紙の本
6. 訪れた珍客
7. 最高の魔法

「港の少女」
1. ギルドマスターとの交渉
2. 中央広場
3. 反逆者
4. 英雄たちの伝説
5. 勲章授与式と舞踏会
6. ハイプリーストの提案
7. OPGを探せ
8. あやつられる死体
9. オレの王

「人間の武器」
1. 地獄のレディ
2. 殺気
3. クラス10の魔法
4. ナウルチェーン城の夜
5. 新しい仲間
6. 港の居酒屋
7. テペリの確信
8. 予期せぬ再開
9. みじめな撤収

「星は見つめる者に光をくれる 」
1. 復讐者
2. 三百年前の盟約
3. 森の呪い
4. 自分への殺意
5. 天涯の城
6. 財宝と罠
7. 迷路
8. わかれ道の守護者
9. 対話
10. 人間への贈り物

「約束された休息」
1. 奪還計画
2. 対決
3. 北部の牧童
4. ユピネルの幼な子
5. 王城での事件
6. リッチ
7. ドラゴンラージャの契約

「前を見るがうしろを考える」
1. イーストグレードの都市
2. 砂漠の少年
3. 守城戦
4. 荒野に現れた旅人
5. 八つ星
6. 夜襲
7. カーンアディウムの守護者

「不吉な予言」
1. 戦争の余波
2. 占い
3. ジゴレイドの空白
4. 侯爵の娘
5. うばわれた幸福
6. 切り札
7. 血の代償

「大魔術師の挽歌」
1. 憎悪と許し
2. うらぎり
3. 残された星
4. 変化
5. 水上の出会い
6. 妖精の国
7. 追っ手
8. 父への思い
9. 脅迫と警告
10. 反目の理由

「正解のない選択」
1. ドワーフの村
2. 明日への決意
3. 大魔術師の伝言
4. レアをめざして
5. 剣と破壊の聖職者
6. アシャスの使者
7. 王子にささげる歌
8. ドラゴンの目覚め
9. 宿命と意思
10. 空にきらめく星
11. 破滅
12. 非常な要求

「夕陽にむかって飛ぶドラゴン」
1. 国王の騎士
2. 祖国の英雄
3. 新しい橋
4. 西へ
5. 三百年の挫折
6. 果てしない渓谷
7. 夕陽の監視者
8. 雪原の別れ
9. ロウソク職人候補の智恵

## 付録
- ドラゴンラージャの世界
- DRAGON RAJA CONTENS
- 登場人物
- これまでの物語
- 上品で気高いケンタン市長マレス・チュバレクの助力で出版された、信頼されるバイサス市民でありケンタン史料官として奉仕した賢明なトロメニ・アップシリンガーがバイサス国民に告げる神秘的でありながらも価値のある話
- 用語解説
- DRAGON　RAJA　TIMES　（ドラゴンラージャタイムズ）

## オンラインゲーム
かつてNet Game Centerは『ドラゴンラージャ』というMMORPGを日本向けに展開していたが、「2003年11月に発生したサーバー障害にて致命的な問題が判明し、今後会員に十分なサービスを提供できない」という理由から、2003年12月22日にサービスを休止した。
その後、YNK JAPANとKESPIが2005年7月1日から2007年9月4日までMMORPG『Dragon Raja』を運営していた。